# Tolnanémedi
Tolnanémedi es un pueblo ubicado en el distrito de Tamási, en el condado de Tolna, Hungría.

## Superficie
Posee una superficie de 21,95 kilómetros cuadrados.

## Demografía
Hasta 2019 la población era de 1026 habitantes, con una densidad de población de 46,74 habitantes por kilómetro cuadrado.